# Kfar Giladi

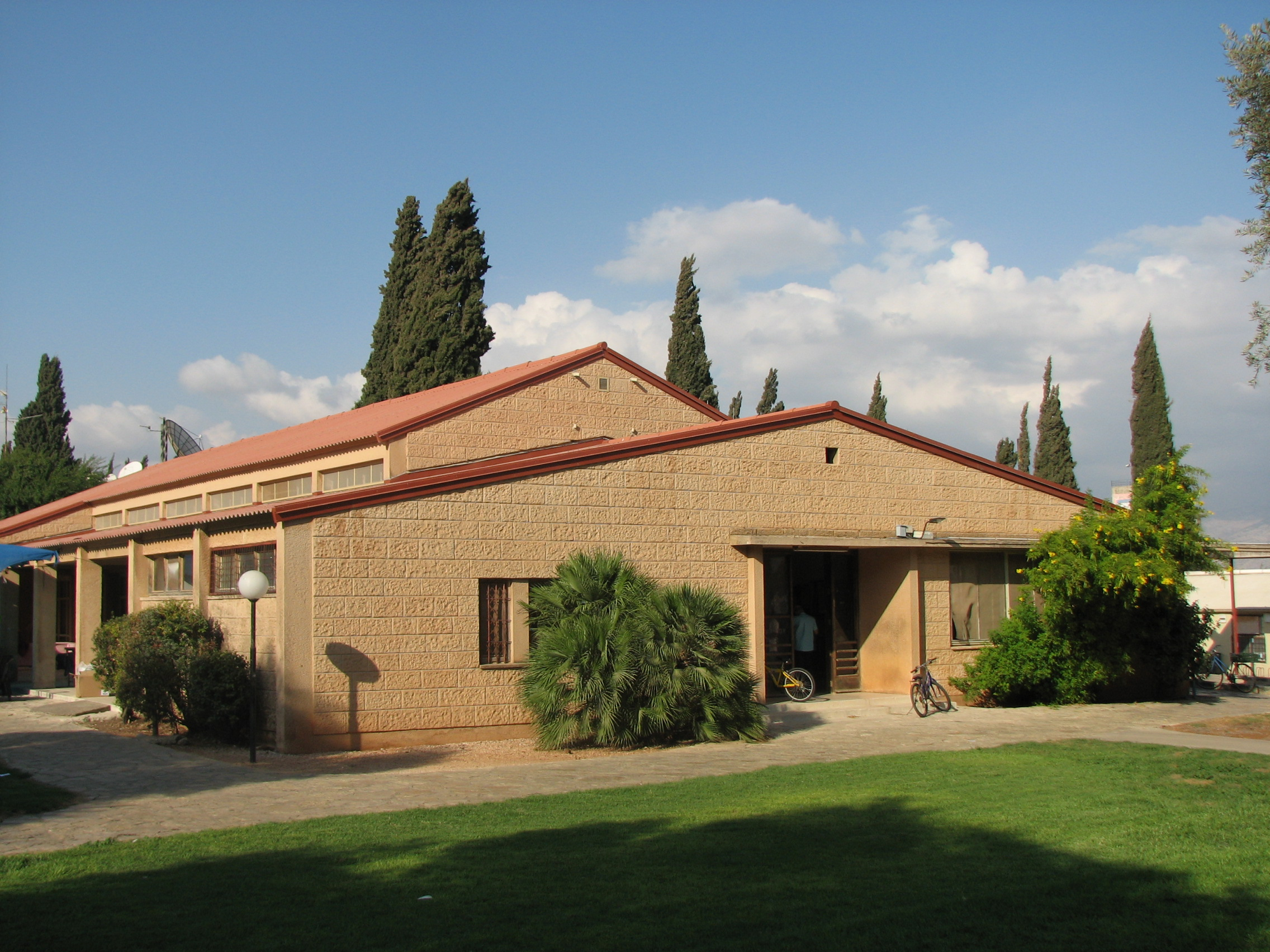
Antiga casa no local.

Kfar Giladi (em hebraico:  כְּפַר גִּלְעָדִי, lit. Giladi Village) é um kibbutz localizado no norte de Israel.
Se localiza nas Montanhas de Naftali.
Foi fundado em 1916.